# Castello di Serralunga d'Alba
Il castello di Serralunga d'Alba è un dongione, ovvero un "castello a torre", edificato nel XIV secolo a Serralunga d'Alba.

## Storia

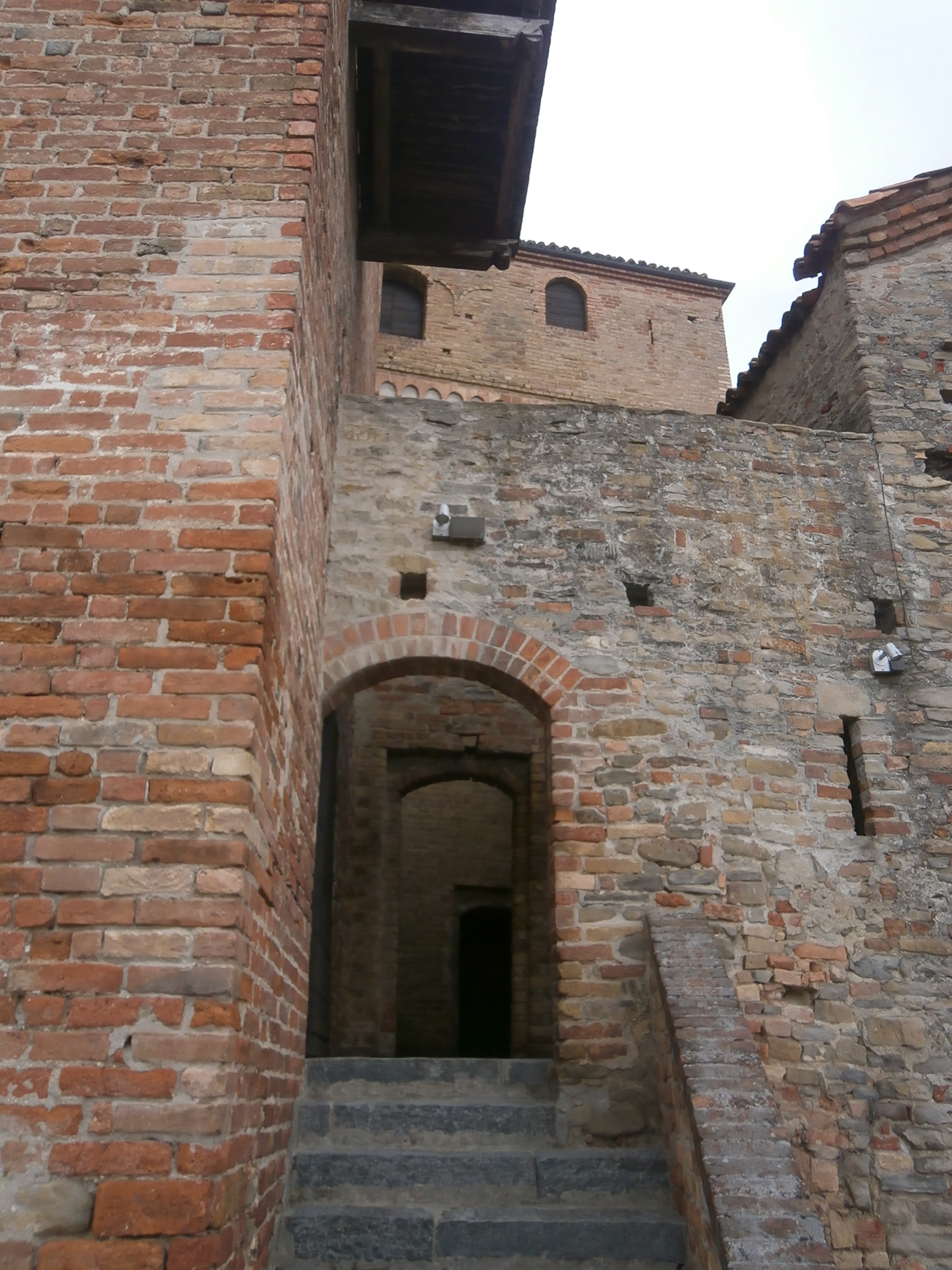
Il portale di accesso

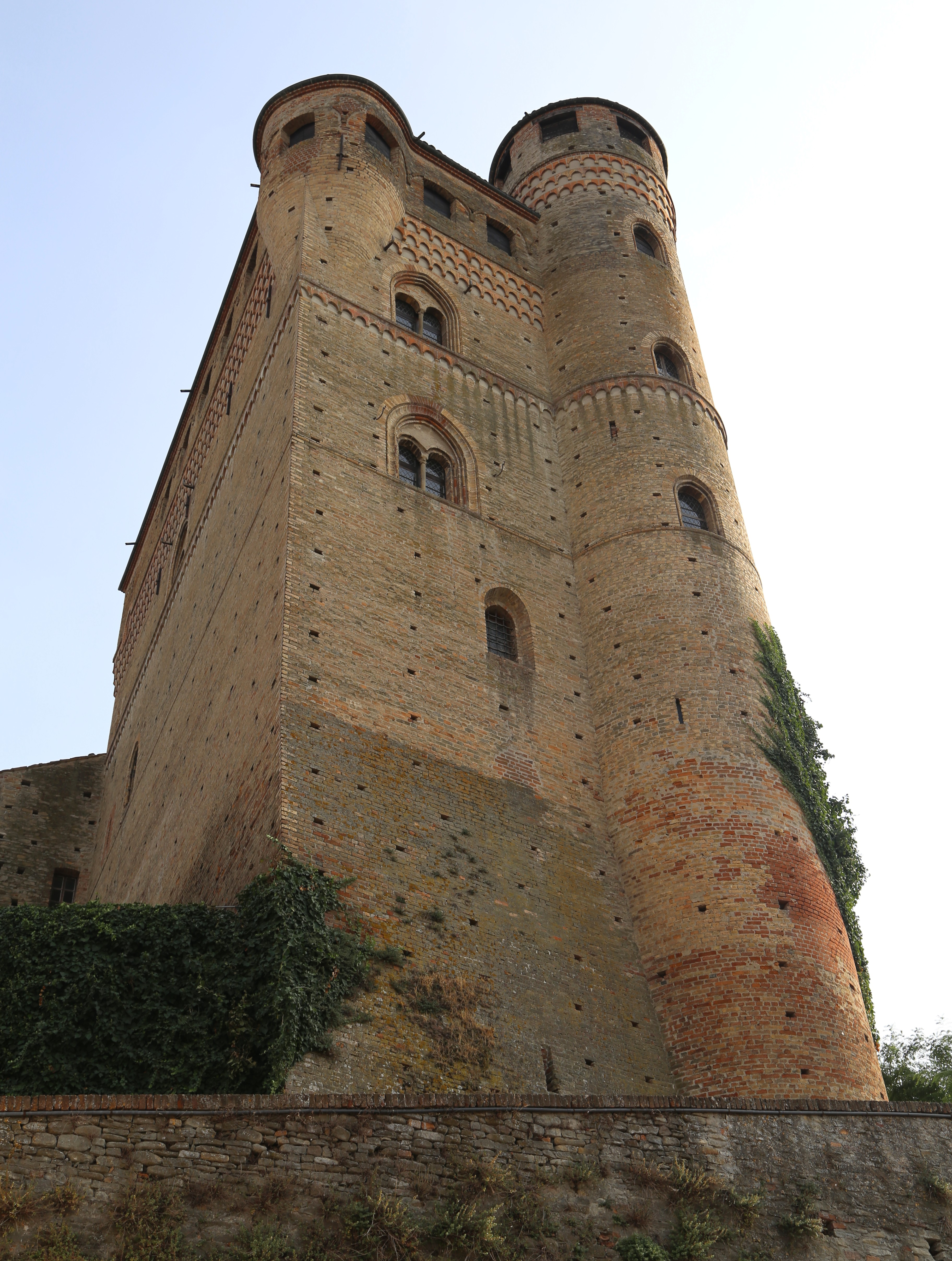
Vista laterale

Venne edificato tra il 1340 ed il 1357 per volere della famiglia dei Falletti:  affascina per la sua verticalità punteggiata di bifore, merli ghibellini e fasce di archetti pensili. Eretto come fortezza militare, in esso non sono infatti presenti arredi dal momento che non è mai stato abitato dalla famiglia Falletti, ma era dimora dei soli soldati che da questo maniero respingevano gli attacchi degli invasori.
Di particolare interesse gli affreschi del XV secolo presenti nel Salone dei Valvassori, rappresentanti il martirio di Caterina d'Alessandria, unici peraltro all'interno di tutto il castello che ha subito nel corso dei secoli piccoli ritocchi, ma che presenta praticamente intatta l'antica struttura.
È un "Dongione" (dal francese Donjon), infatti questa caratteristica lo rende unico sul panorama nazionale insieme alla torre circolare che per quell'epoca era una costruzione decisamente all'avanguardia.
All'interno della torre circolare è posizionato l'accesso al "pozzo dell'oblio" o "pozzo rasoio" dove venivano fatti cadere i condannati a morte.
Dal 2007 fa parte del circuito degli 8 castelli, meglio noto come Castelli Doc. La rete dei castelli include i manieri di Grinzane Cavour, Barolo, Serralunga d'Alba, Govone, Magliano Alfieri, Roddi, Mango e Benevello. È inoltre inserito nel circuito dei "Castelli Aperti" del Basso Piemonte.